# Mutatio
En la Roma antigua, una mutatio era una parada o establecimiento en una calzada romana, para descansar y dar servicio a los animales que se utilizan como transporte. Las mutationes eran el lugar para cambiar de caballos y tomar otros de refresco, así como para efectuar las reparaciones necesarias en el vehículo.
Estaban localizadas cada 12-18 millas. En estos complejos, el conductor podía adquirir los servicios para ajustar las ruedas, el carro, conseguir las medicinas o un veterinario para sus animales, dar descanso y avituallamiento, o para el cambio de caballerías.
Usando estas estaciones y haciendo relevo de carros, el emperador Tiberio recorrió 320 kilómetros en 24 horas para visitar a su hermano Nerón Claudio Druso, que estaba muriendo de gangrena tras caerse de un caballo.
Existían cuatro o cinco mutationes por cada mansio. Pueden considerarse el precedente de las posadas, paradores y ventas, y a su vez de los establecimientos en ruta.

## Otros tipos de estaciones a lo largo de las calzadas romanas
- Mansio

- Caupona